# العلاقات القبرصية اللوكسمبورغية
العلاقات القبرصية اللوكسمبورغية هي العلاقات الثنائية التي تجمع بين قبرص ولوكسمبورغ.

## مقارنة بين البلدين
هذه مقارنة عامة ومرجعية للدولتين:
| وجه المقارنة                                              | قبرص                                                                 | لوكسمبورغ                                                     |
| --------------------------------------------------------- | -------------------------------------------------------------------- | ------------------------------------------------------------- |
| المساحة (كم2)                                             | 9.24 ألف                                                             | 2.59 ألف                                                      |
| عدد السكان (نسمة)                                         | 1.14 مليون                                                           | 599.45 ألف                                                    |
| الكثافة السكانية (ن./كم²)                                 | 123.38                                                               | 231.45                                                        |
| العاصمة                                                   | نيقوسيا                                                              | لوكسمبورغ                                                     |
| اللغة الرسمية                                             | اليونانية الحديثة، اللغة التركية، لغة يونانية                        | اللغة اللوكسمبورغية، لغة فرنسية، اللغة الألمانية              |
| العملة                                                    | يورو، جنيه قبرصي                                                     | يورو، فرنك لوكسمبورغ                                          |
| الناتج المحلي الإجمالي (بليون دولار)                      | 21.65 مليار                                                          | 62.40 مليار                                                   |
| الناتج المحلي الإجمالي (تعادل القوة الشرائية) بليون دولار | 26.73 مليار                                                          | 58.13 مليار                                                   |
| الناتج المحلي الإجمالي الاسمي للفرد دولار أمريكي          | 23.24 ألف                                                            | 101.45 ألف                                                    |
| الناتج المحلي الإجمالي للفرد دولار أمريكي                 | 30.24 ألف                                                            | 101.93 ألف                                                    |
| مؤشر التنمية البشرية                                      | 0.850                                                                | 0.892                                                         |
| رمز المكالمات الدولي                                      | +357                                                                 | +352                                                          |
| رمز الإنترنت                                              | .cy                                                                  | .lu                                                           |
| المنطقة الزمنية                                           | ت ع م+02:00، ت ع م+03:00، توقيت شرق أوروبا، توقيت شرق أوروبا الصيفي ‏ | توقيت وسط أوروبا، ت ع م+01:00، ت ع م+02:00، أوروبا/لوكسمبورج ‏ |

## مدن متوأمة
في ما يلي قائمة باتفاقيات التوأمة بين مدن قبرصية ولوكسمبورغية:
- ترتبط Agros, Cyprus [الإنجليزية]‏ مع Niederanven [الإنجليزية]‏ باتفاقية توأمة.[16]

## منظمات دولية مشتركة
يشترك البلدان في عضوية مجموعة من المنظمات الدولية، منها:
| علم المنظمة | اسم المنظمة                               | تاريخ انضمام قبرص | تاريخ انضمام لوكسمبورغ |
| ----------- | ----------------------------------------- | ----------------- | ---------------------- |
|             | المنظمة الأوروبية لسلامة الملاحة الجوية   | 1991              | 1960                   |
|             | منظمة الشرطة الجنائية الدولية             | ?                 | ?                      |
|             | الاتحاد البريدي العالمي                   | ?                 | ?                      |
|             | منظمة التجارة العالمية                    | ?                 | ?                      |
|             | الفريق المعني برصد الأرض                  | ?                 | ?                      |
|             | مجموعة الموردين النوويين                  | ?                 | ?                      |
|             | مؤسسة التنمية الدولية                     | 2 مارس 1962       | 4 يونيو 1964           |
|             | منظمة الأمن والتعاون في أوروبا            | 25 يونيو 1973     | 25 يونيو 1973          |
|             | مؤسسة التمويل الدولية                     | 2 مارس 1962       | 4 أكتوبر 1956          |
|             | مجلس أوروبا                               | ?                 | ?                      |
|             | منظمة حظر الأسلحة الكيميائية              | ?                 | ?                      |
|             | الأمم المتحدة                             | 20 سبتمبر 1960    | 24 أكتوبر 1945         |
|             | الاتحاد الدولي للاتصالات                  | 24 أبريل 1961     | 2 مارس 1866            |
|             | الاتحاد الأوروبي                          | 1 مايو 2004       | 25 مارس 1957           |
|             | البنك الدولي للإنشاء والتعمير             | 21 ديسمبر 1961    | 27 ديسمبر 1945         |
|             | مجموعة أستراليا                           | 2000              | 1985                   |
|             | المركز الدولي لتسوية المنازعات الاستشارية | 25 ديسمبر 1966    | 29 أغسطس 1970          |
|             | وكالة ضمان الاستثمار متعدد الأطراف        | 12 أبريل 1988     | 29 أغسطس 1991          |
|             | يونسكو                                    | 6 فبراير 1961     | 27 أكتوبر 1947         |

## وصلات خارجية
- موقع وزارة الخارجية القبرصية
- موقع وزارة الخارجية اللوكسمبورغية